# 米羅尼夫卡 (佐洛喬夫區)
50°11′28″N 36°3′15″E / 50.19111°N 36.05417°E
米羅尼夫卡（烏克蘭語：Миронівка）是位於烏克蘭東部的村莊，由哈爾科夫州博霍杜希夫區的佐洛奇夫市鎮負責管轄。該村始建於1700年，面積0.92平方公里，海拔高度146米，2001年人口140，人口密度每平方公里152.5人。